# Discografia Celiei
Discografia Celiei cuprinde un album de studio, șase extrase pe single și cinci videoclipuri. De asemenea, la acestea se adaugă și un material discografic înregistrat în perioada în care aceasta a activat în formația Elegance și un disc single lansat sub această titulatură.
Interpreta și-a început cariera alături de colaboratoarea sa Isabela „Issa” Casian, cu care a promovat și primul material discografic de studio din cariera sa, Cine te iubește, un disc de muzică dance ce a fost lansat în anul 2005. Materialul a reprezentat singura apariție a lui Socolan în discografia formației, ea părăsind Elegance în vara anului 2005. Ulterior, ea a pus bazele proiectului Celia, acesta fiind și pseudonimul adoptat de artistă în următoarea etapă a carierei sale. În noiembrie 2007 ea a lansat sub egida casei de discuri Cat Music/Media Service albumul de debut, Celia, un disc ce îmbină stilul dance cu muzica house. Materialul a eneficiat de promovare prin intermediul unui număr de patru discuri single — „Pot zbura”, „Trag aer în piept”, „Șoapte” și „O mie de cuvinte” — unul dintre ele ajungând pe locul 1 în România. La finele anului 2008 a fost lansată compoziția „Silence”, înregistrare neinclusă pe albumul Celia, ea marcând o schimbare în stilul muzical abordat de solistă.
În vara anului 2009 a început promovarea unui nou extras pe single, „Povestea mea”, el beneficiind de un videoclip filmat în Bulgaria și de o versiune în limba engleză, numită „My Story”. Cântecul va fi inclus pe cel de-al doilea album de studio al interpretei, a cărui comercializare va începe în anul 2013.

## Materiale discografice
| An   | Informații                        | Discuri single  |
| ---- | --------------------------------- | --------------- |
| 2005 | Cine te iubește - Gen: dance, pop | - „Râd cu tine” |

| An   | Informații                               | Discuri single               |
| ---- | ---------------------------------------- | ---------------------------- |
| 2007 | Celia - Gen: dance, pop                  | - „O mie de cuvinte”         |
| 2010 | Al doilea album - Gen: dance, house, pop | - „Silence” - „Povestea mea” |

## Extrase pe single
Alături de Elegance
| An   | Titlu         | RT100 [A] | Format            | Album           | Note                                                            | Referințe    |
| ---- | ------------- | --------- | ----------------- | --------------- | --------------------------------------------------------------- | ------------ |
| 2005 | „Râd cu tine” | —         | CD,[B] descărcare | Cine te iubește | Singurul extras pe single al grupului ce o prezintă pe artistă. | [ 5 ] [ 10 ] |

În cariera independentă
| An   | Titlu               | RT100 [A] | Format            | Album           | Note                                                                              | Referințe                   |
| ---- | ------------------- | --------- | ----------------- | --------------- | --------------------------------------------------------------------------------- | --------------------------- |
| 2007 | „Pot zbura”         | —         | CD,[B] descărcare | Celia           | Prezintă și o versiune în limba engleză.                                          | [ 5 ] [ 11 ]                |
| 2007 | „Trag aer în piept” | 3         | CD,[B] descărcare | Celia           | —                                                                                 | [ 5 ] [ 12 ] [ 13 ]         |
| 2008 | „Șopate”            | 1         | CD,[B] descărcare | Celia           | Beneficiază și de un remix oficial.                                               | [ 5 ] [ 6 ] [ 14 ] [ 15 ]   |
| 2008 | „O mie de cuvinte”  | [▲]       | CD,[B] descărcare | Celia           | „Mi-este dor de tine” se dorea a fi lansat în locul său.                          | [ 5 ] [ 16 ] [ 17 ]         |
| 2008 | „Silence”           | [▲]       | descărcare        | Al doilea album | Reprezintă o trecere la muzica techno.                                            | [ 7 ] [ 18 ]                |
| 2009 | „Povestea Mea”      | 75        | descărcare        | Al doilea album | Există două versiuni oficiale, fiecare beneficiind de câte un videoclip adiacent. | [ 19 ] [ 20 ] [ 21 ] [ 22 ] |
| 2009 | „My Story”          | 75        | descărcare        | Al doilea album | Există două versiuni oficiale, fiecare beneficiind de câte un videoclip adiacent. | [ 19 ] [ 20 ] [ 22 ] [ 23 ] |

- „D-D-Down” (2011)
- „Ladida” (2011) - cu Chris Trace
- „Dame” (2011) - cu Shaggy
- „Is it love” (2011)  — cu Kaye Styles
- „Love 2 Party (Welcome to Mamaia)” (2012) - cu Mohombi
- „Dor de noi” (2012)

## Cântece notabile
| 2006 | Titlu            | Format            | Album | Note                                                                                 | Referințe     |
| ---- | ---------------- | ----------------- | ----- | ------------------------------------------------------------------------------------ | ------------- |
| 2006 | „Clipe cu tine”  | CD,[B] descărcare | Celia | Una dintre primele compoziții ale solistei; prezentată la Festivalului de la Mamaia. | [ 5 ] [ 24 ]  |
| 2009 | „Decembrie”      | descărcare        | —     | Colaborare cu Direcția 5, difuzată în iarna anului 2009.                             | [ 25 ] [ 26 ] |
| 2010 | „Reason to love” | —                 | —     | Compoziție înscrisă la Selecția Națională 2010.                                      | [ 27 ]        |